# Pfarrkirche Ebreichsdorf

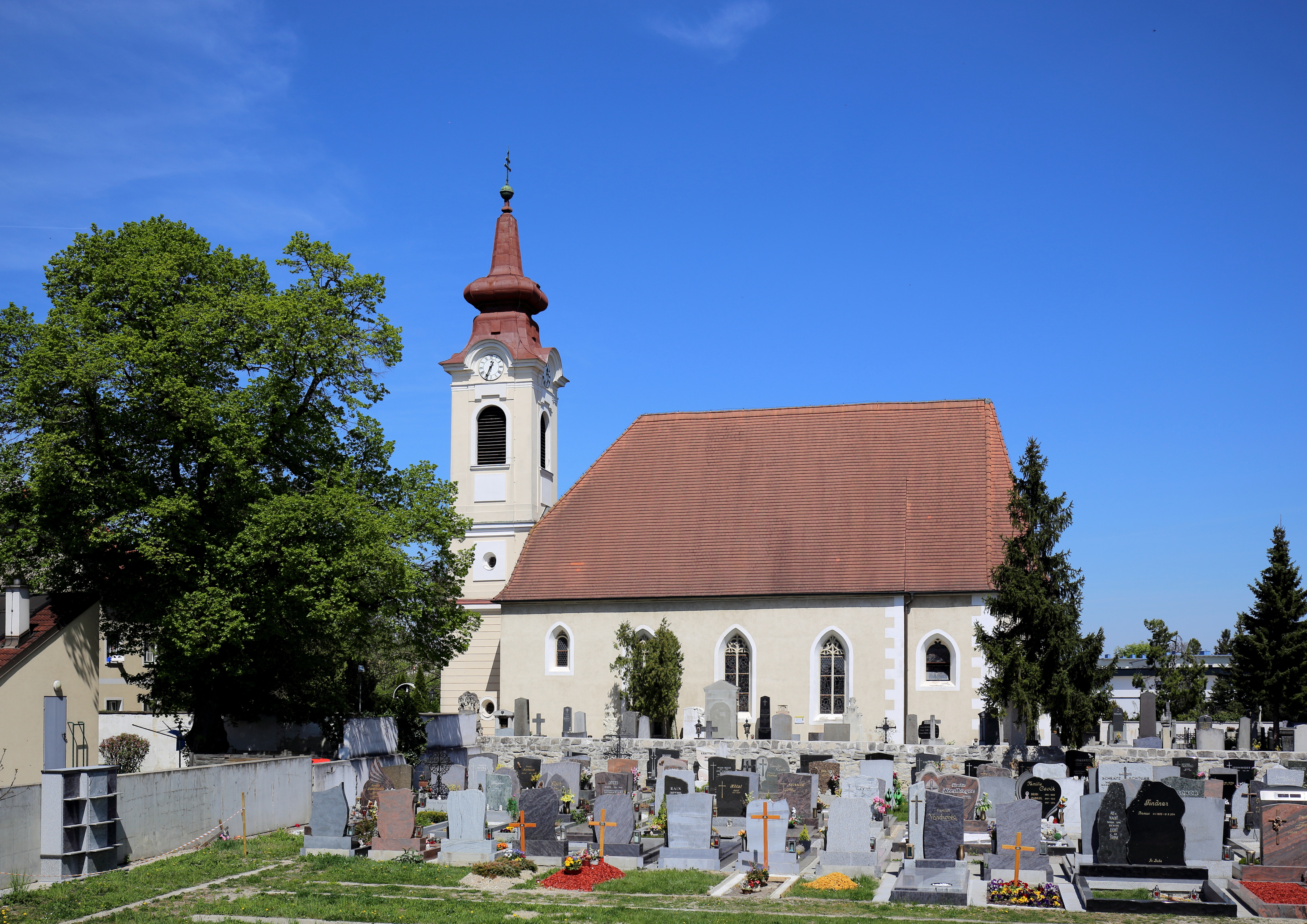
Kath. Pfarrkirche hl. Andreas in Ebreichsdorf

Die römisch-katholische Pfarrkirche Ebreichsdorf steht im Ort Ebreichsdorf in der Stadtgemeinde Ebreichsdorf in Niederösterreich. Die Pfarrkirche hl. Andreas gehört zum Dekanat Weigelsdorf im Vikariat Unter dem Wienerwald in der Erzdiözese Wien. Die Kirche und die Friedhofsmauer stehen unter Denkmalschutz.

## Geschichte
Eine Kirche wurde 1120 urkundlich genannt. 1313 Filialkirche von Traiskirchen wurde die Kirche 1320 Pfarrkirche. Nach dem Ungarneinfall 1474 wurde die Kirche wiederaufgebaut. 1500 waren Schäden nach einem Erdbeben mit einer Renovierung und die Errichtung der Friedhofsmauer und die Gruft für Hieronymus Beck von Leopoldsdorf. 1721 wurde die Kirche erneut als Pfarrkirche gestiftet und restauriert. Mit 1909 erfolgte ein Patronat der Schlossherrn Drasche-Wartinberg. Bei einer Restaurierung wurde die romanische Quadermauer des Langhauses freigelegt. Das Gehäuse der Orgel stammt aus 1796 von Johann Wiest.

## Architektur
Der im Kern romanische gotische Kirchenbau ohne Strebepfeiler hat einen leicht eingezogenen Chor mit einem Fünfachtelschluss unter einem Walmdach und einen vorgestellten barocken Westturm.